# Orden de la Banda

Banda de Castilia

Der Orden de la Banda (dt. Orden der Binde, auch Orden vom Band oder Schärpenorden) war ein spanischer Ritterorden. Stifter war der kastilische König Alfonso XI. Der Zweck des Ordens war die Festigung der Macht und die Belohnung von Königstreuen. Gedacht war er für die jüngeren Söhne des hohen Adels. Diese mussten mindestens zehn Jahre am Hof gedient oder gegen die Mauren gekämpft haben. 38 Ordensfestlegungen bestimmten den Ordensmitgliedern ausreichende Waffenübung, Teilnahme an der Reconquista und die Enthaltung von Lüge, Prahlerei und Würfelspiel. Der Orden hatte drei Auszeichnungswellen. Die erste fand mit der Stiftung 1330/1332 statt. Dann folgte eine um 1348 und eventuell eine weitere, nicht belegte Auszeichnungswelle. In der Spätphase wurden auch Frauen mit Ordensauszeichnungen bedacht (Ritterlicher Orden der Damen von der Schärpe). Der Ritterorden hatte zum Ende des 14. Jahrhunderts die höchste Blüte.
Der Schärpenorden war Anlass für die Stiftung anderer Hausorden, so für den englischen Hosenbandorden, den französischen Sternorden, den neapolitanischen Knotenorden, den Schwertorden von Zypern und den Halsbandorden von Savoyen. Ein bekannter Träger des Schärpenordens war Georg von Ehingen.
Die Ritter nannten sich Caballieros de la Banda (Ritter von der Binde, auch von der roten Binde). Zeichen des Ordens war anfänglich ein weißes Tuch, das sich bis 1324 zurückverfolgen lässt. Dann war das Abzeichen eine rote Binde auf der rechten Schulter. Erst später wurde eine Fahne von unterschiedlicher Farbe und Bild verwendet. Auf rotem Fahnentuch ist ein goldenes Band dargestellt. Ihre endgültige Gestaltung erhielt sie durch Heinrich IV. von Kastilien.
Der schlechte Ruf des Militärs führte zum Erlöschen des Ordens 1474. Mit dem Herrschaftsantritt Karls von Burgund in Kastilien 1516 wurde der Orden vom Goldenen Vlies höchster und bis zur Stiftung des Ordens Karls III. 1771 einziger weltlicher Ritterorden der spanischen Könige.
Das Ordenszeichen des Orden de la Banda nahm als Banda de Castilla Einzug in die spanische Heraldik.